# دنیاگیری کووید-۱۹ در استان کرمانشاه
نخستین موارد تأیید شده از دنیاگیری جهانی بیماری کروناویروس ۲۰۱۹ در استان کرمانشاه در تاریخ ۱۰ اسفند ۱۳۹۸ گزارش شد. نخستین مورد فوتی بر اثر کرونا در این استان نیز در ۱۱ اسفند ۱۳۹۸ گزارش شد.
از ابتدای شیوع این بیماری تا تاریخ ۲۰ مهر ۱۴۰۰، ۲۶۳۹ نفر در استان کرمانشاه جان باختند. تا ۱۳ آبان ۱۴۰۰ این تعداد به ۲۷۹۳ نفر رسید. در ۲۲ آبان ۱۴۰۰ تعداد قربانیان ۲۸۴۲ نفر اعلام شد. تا ۲۸ آبان ۱۴۰۰ این آمار به ۲۸۶۳ نفر رسید.